# Piotr Żyngiel
Piotr Żyngiel (ur. 12 lutego 1898 w Dokszycach na Wileńszczyźnie, zm. 26 stycznia 1983 w Gdańsku) – polski malarz, pedagog, konserwator.
W latach 1922–1927 studiował na Wydziale Sztuk Pięknych Uniwersytetu Stefana Batorego w Wilnie. Twórczość w dziedzinie malarstwa sztalugowego i projektowania wnętrz pod kierunkiem prof. Ferdynanda Ruszczyca i Aleksandra Szturmana.
Współtworzył Wileńskie Towarzystwo Niezależnych Artystów Malarzy, gdzie również wystawiał swoje prace. Do roku 1944 pracował jako pedagog w szkolnictwie zawodowym w Wilnie. Od 1945 był członkiem zarządu Związku Plastyków Polskich w Lublinie oraz współpracownikiem tygodnika artystycznego Zdrój. Od 1946 w Gdańsku rozpoczął działalność konserwatorską w Pracowniach Konserwacji Zabytków początkowo jako jej organizator z prof. Janem Borowskim a następnie jako kierownik pracowni malarskiej i główny konserwator PKZ.

## Rodzina

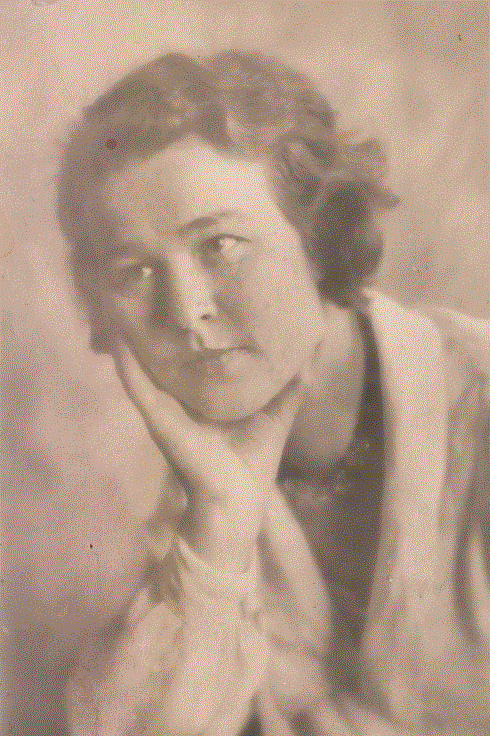
Wanda Żyngiel z domu Borkowska (1930)

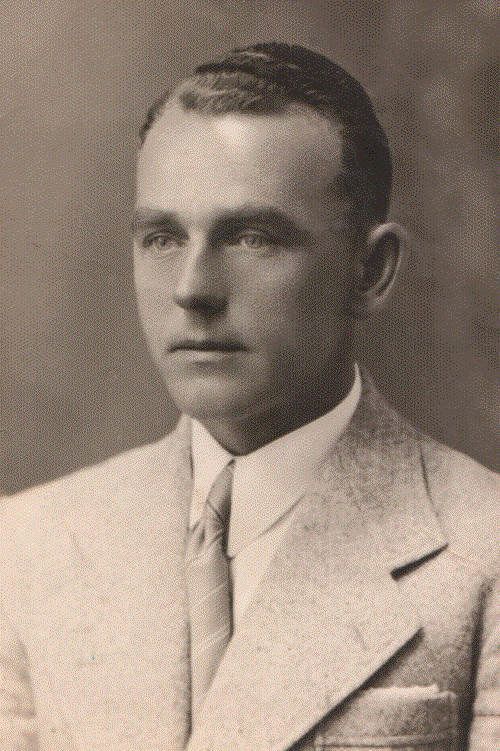
Piotr Żyngiel (1939)

W Wilnie poznał Wandę Dunin Borkowską, córkę Bolesława i Jadwigi z Gordziałkowskich, nauczycielkę języka polskiego i historii w gimnazjum sióstr wizytek w Wilnie. Była ona absolwentką Uniwersytetu Stefana Batorego, pracę magisterską obroniła u prof. Stanisława Pigonia. Matka Jadwiga Gordziałkowska pianistka pochodziła z Wilanowa pod Bobrem, a ojciec Bolesław Dunin Borkowski – z Grodna (był bankowcem). 1 lipca 1939 Wanda Dunin Borkowska i Piotr Żyngiel zawarli ślub katolicki w kaplicy w Punżankach w powiecie Święciańskim.
Młode małżeństwo w październiku 1939 zamieszkało w Wilnie. W czasie okupacji Wilna Piotr Żyngiel pracował jako nauczyciel rysunku w I wileńskiej Państwowej Szkole Technicznej. W 1942 urodził się syn Witold. 15 lipca 1944 Piotr Żyngiel został powołany na wykładowcę kreślarstwa i rysunku w Szkole Technicznej nr 1 w Wilnie. Na początku 1945 rodzina Żyngielów wyjechała do Polski.
Początkowo Wanda i Piotr Żyngielowie osiedli w Lublinie, tam też we wrześniu 1945 urodziła się córka Maria. W 1946 rodzina Żyngielów przeniosła się do Gdańska, gdzie zamieszkali w domu przy ulicy Śniadeckich 27 we Wrzeszczu.

## Twórczość

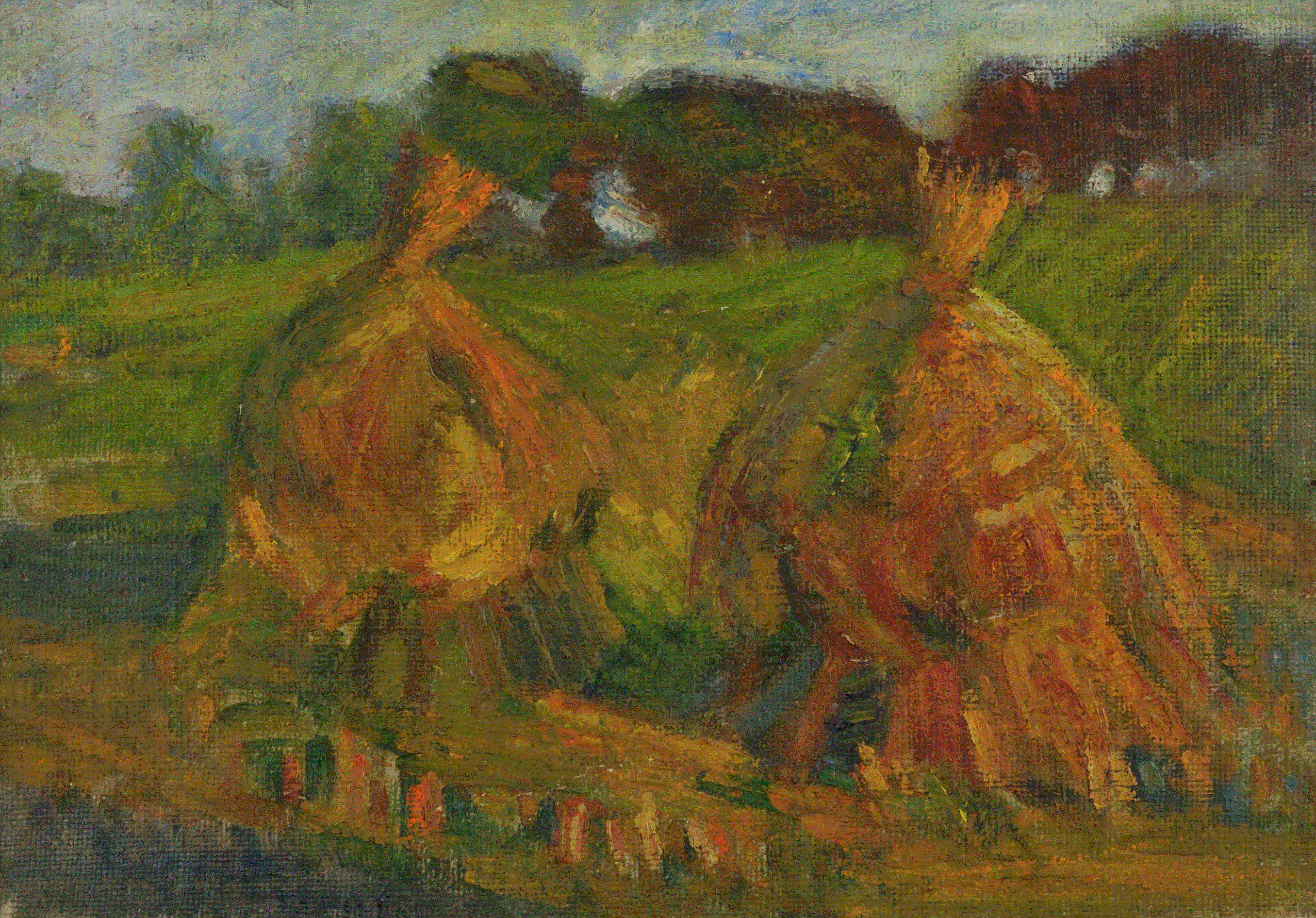
Kopki na polu (1940)

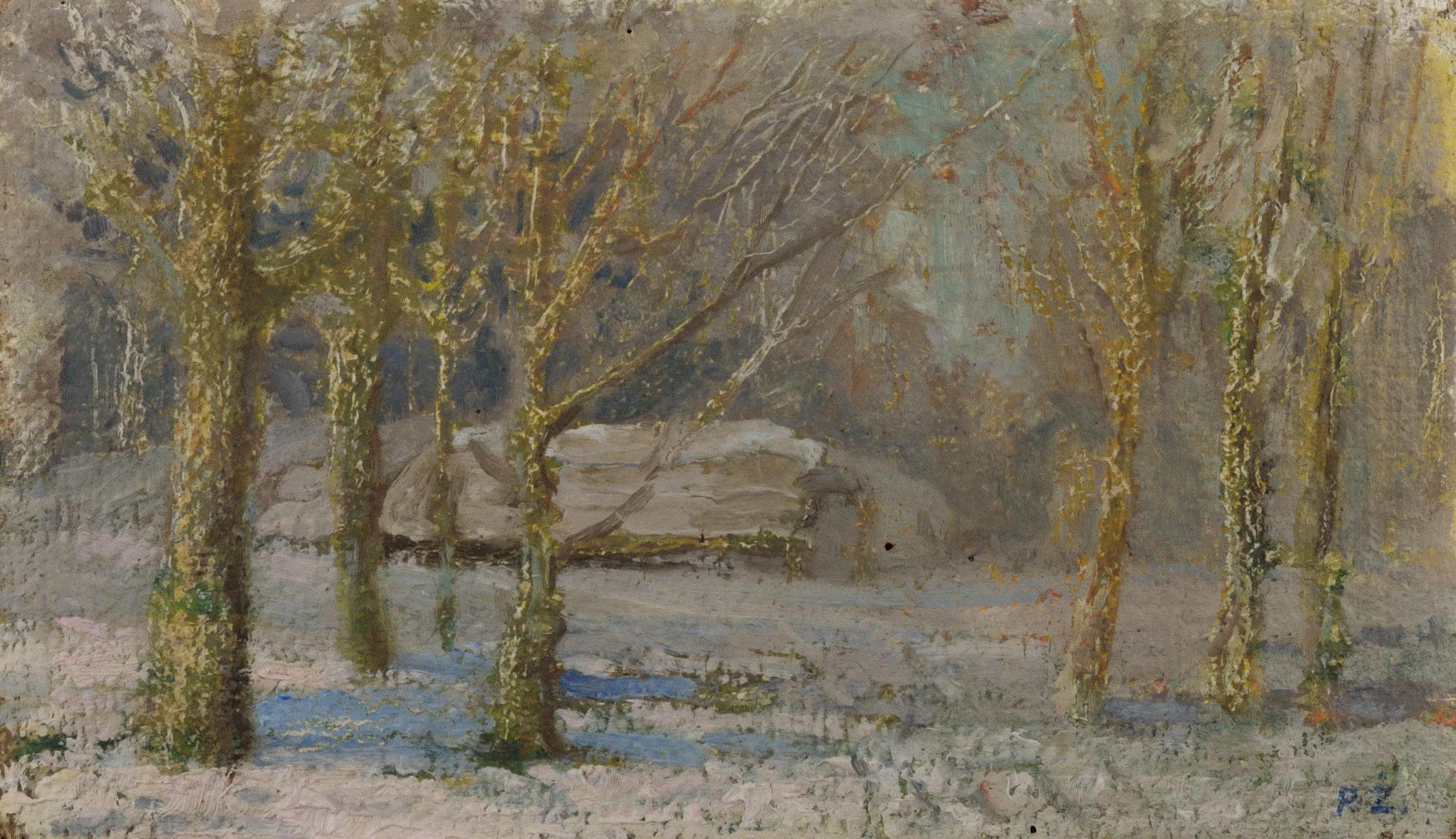
Zimą (1930)

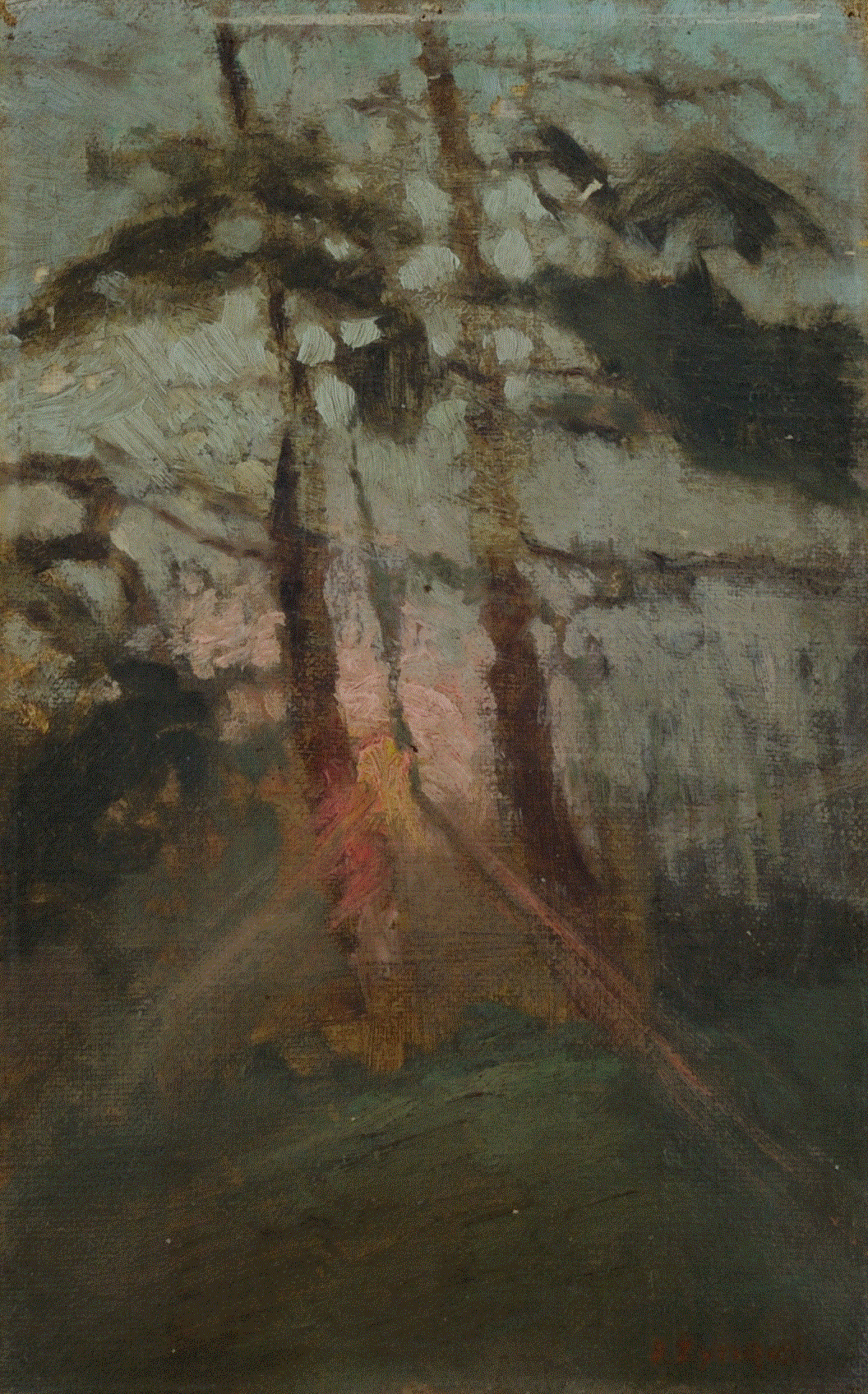
Zmierzch (1930)

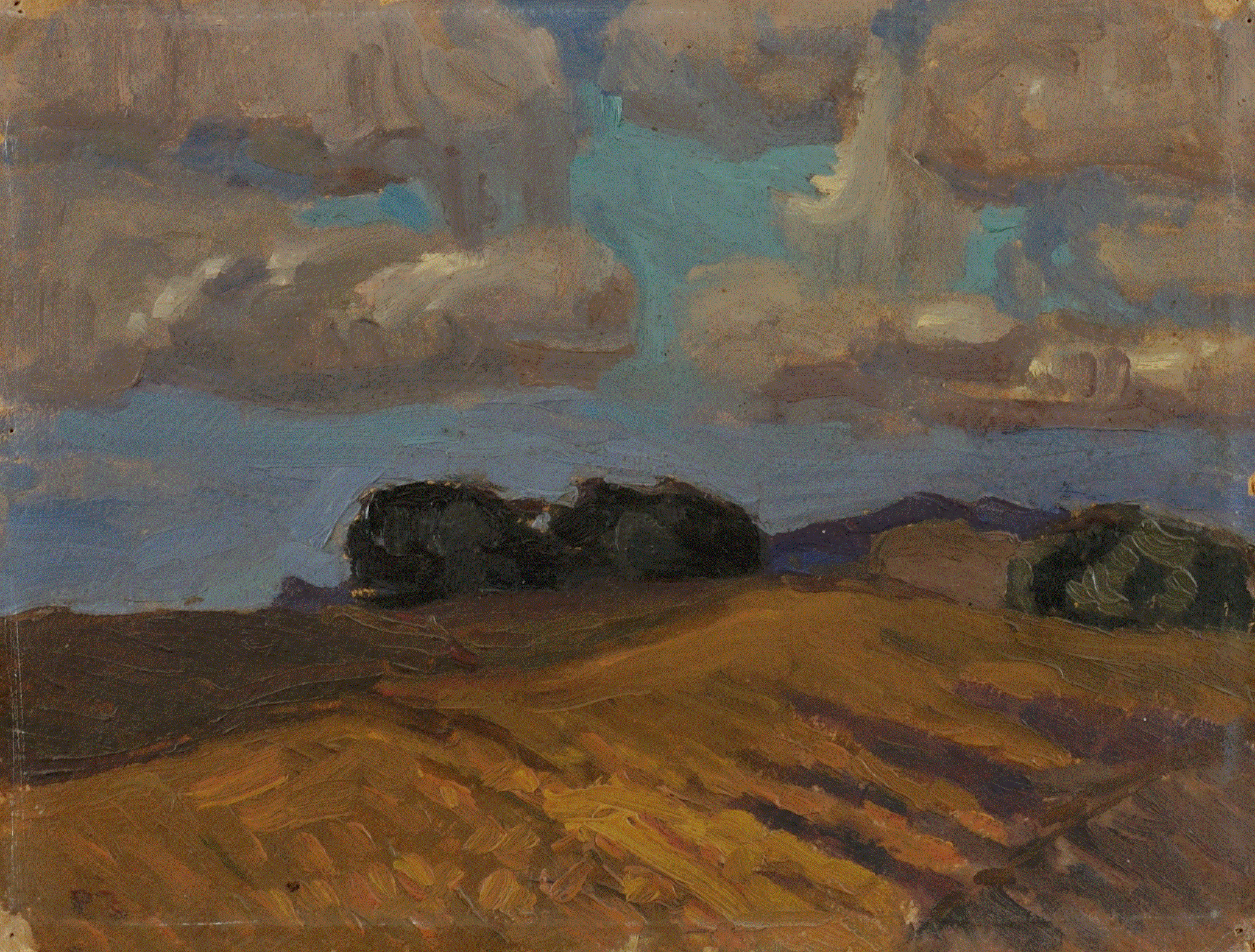
Południe (1930)

Piotr Żyngiel debiutując w latach dwudziestych, konsekwentnie przez całe półwiecze swej twórczości kontynuuje styl ówcześnie w naszym malarstwie panujący, wywodzący się zaś z lat wcześniejszych – z postimpresjonizmu i Młodej Polski. Stara się w swych małych obrazkach olejnych utrwalić kolorystyczne piękno i romantyzm typowo "polskiego", zanikającego już dziś pejzażu wsi krytej strzechą, mglistych łąk i lasów, zżętych pól.

## Prace konserwatorskie
W Gdańsku spotkał się z osiadłym tu po wojnie wileńskim środowiskiem artystyczno-architektonicznym. Nawiązał współpracę z konserwatorem architektem prof. Janem Borowskim, który pracował już na Politechnice Gdańskiej, na wydziale architektury i tworzył pracownię konserwacji. Pracował z nim przy ratowaniu zabytków Wybrzeża od Gdańska po Szczecin. W okresie 1947–1952 był wykładowcą rysunku na kursie wstępnym Politechniki Gdańskiej.
Większe prace konserwatorskie obrazów i rzeźb wykonane w zespole:
- Ratusza Staromiejskiego w Gdańsku
- Sali Czerwonej Ratusza Głównego w Gdańsku
- Muzeów w Gdańsku Szczecinie, Koszalinie Lidzbarku Warmińskim, Malborku, Olsztynie, Słupsku, Darłowie, Pelplinie (głównego ołtarza katedry), katedry w Oliwie oraz szeregu obiektów muzealnych rozsianych po kościołach parafialnych i zakonnych Pomorza: Żukowo, Kartuzy, Żarnowiec, Starogard Gdański, Swarzewo, Puck, Wejherowo, Frombork, Piaseczno, Żagań, Starogard Szczeciński, Nysa

Od 1945 równocześnie z pracą zawodową bierze czynny udział w licznych wystawach malarskich ZPAP okręgowych, ogólnopolskich, okolicznościowych oraz indywidualnych.

## Ważniejsze odznaczenia
Piotr Żyngiel odznaczony został za działalność przy ratowaniu zabytków:
- Złotym Krzyżem Zasługi
- Medalem Za zasługi dla Gdańska
- Odznaką 20-lecia PPKZ w Gdańsku
- Krzyżem Kawalerskim Orderu Odrodzenia Polski

## Ważniejsze wystawy
- 1921–1927 Wilno – Coroczne wystawy studenckie
- 1931 – Druskienniki – Wystawa Artystów Wileńskich
- 1931–1935 Wilno – Doroczne wystawy Wileńskiego Towarzystwa Niezależnych Artystów Malarzy
- 1939 Wilno – Zespół Artystów Wileńskich
- 1945 Lublin – Salon Okręgowy
- 1946 Lublin – Salon Okręgowy
- 1946 Warszawa – Salon Ogólnopolski
- 1947 Sopot – Salon Okręgowy
- 1947 Kraków – Salon Zimowy
- 1947 Gdańsk – Salon Doroczny Oddziału
- 1947 Gdańsk – Wystawa Objazdowa
- 1948 Sopot – Festiwal
- 1948 Gdańsk – Salon Doroczny Oddziału
- 1949 Sopot – Salon okręgowy
- 1949 Sopot – Festiwal
- 1949 Gdańsk – Wystawa okręgowa na Dar Narodowy
- 1949 Katowice – Wystawa Ogólnopolska Marynistyczna
- 1950 Sopot – Festiwal Ogólnopolski
- 1951 Sopot – Doroczna Wystawa Okręgowa
- 1951 – 1959 Sopot – Wystawy 1-majowe i okręgowe
- 1972 Gdańsk – Wystawa Jubileuszowa
- 1989 / 1990 Warszawa, Gdańsk, Białystok, Olsztyn, Kraków, Toruń – Wystawa "Wileńskie Środowisko Artystyczne 1919–1945"